# تأييد الانتحار

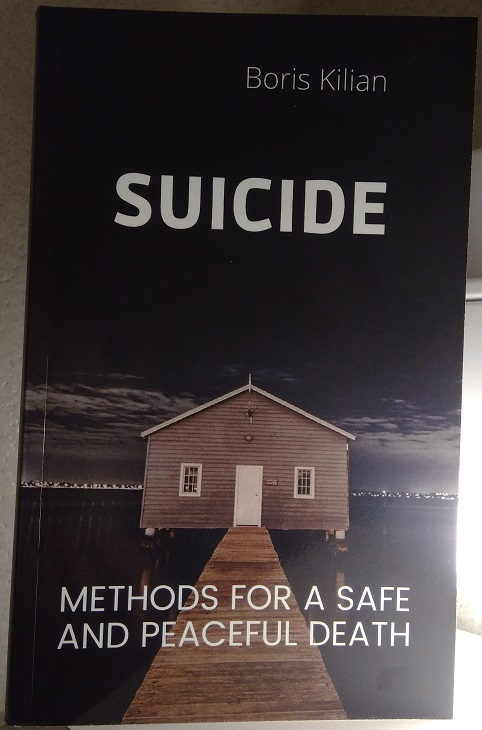
كتاب «الانتحار: طُرُقٌ لموتٍ آمن وسِلميٍّ» لبوريس كيليان.

حصلت تأييدات للانتحار في العديد من الثقافات والثقافات الفرعية.

## الإنترنت
حصل تأييد الانتحار أيضا على شبكة الإنترنت. أثبتت دراسة أجرتها المجلة الطبية البريطانية أن عمليات البحث على الويب عن معلومات حول الانتحار عادة ما ترشد إلى مواقع تشجع أو حتى تسهل محاولات الانتحار.